# Timatic

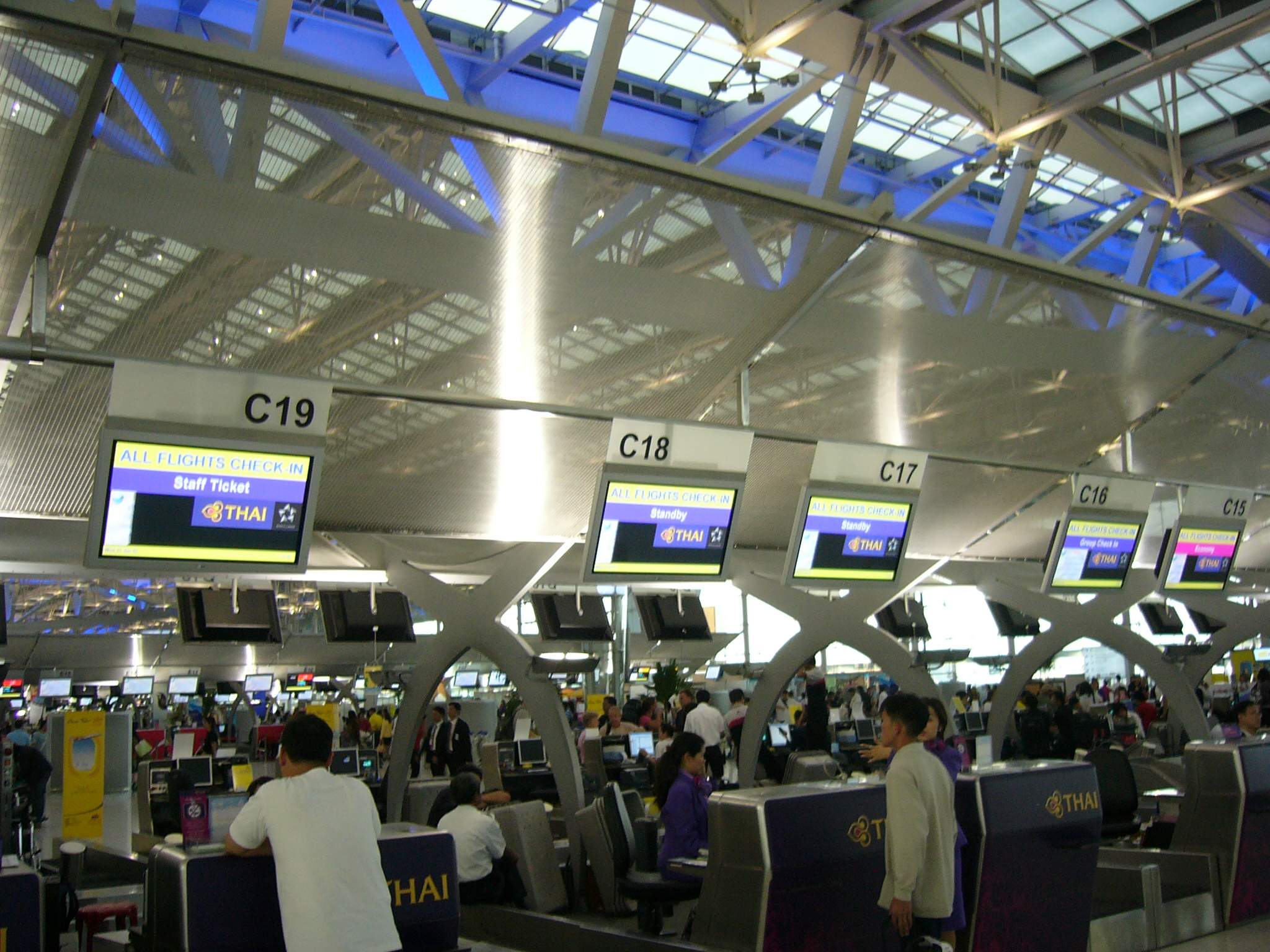
Agentes de check-in no Aeroporto Internacional de Suvarnabhumi em Bangkok, Tailândia usam o Timatic para verificação dos requisitos de documentação para passageiros internacionais.

O Timatic (Travel Information Manual Automatic – Manual Automático de Informações de Viagem) é um banco de dados que contém requisitos de documentação para passageiros que viajam internacionalmente via aérea como, por exemplo, requisitos de passaporte e visto. O Timatic, abreviação de Travel Information Manual Automatic, é usado por companhias aéreas e seus representantes (agentes de check-in, gerentes etc.), funcionários do aeroporto e agentes de viagens para determinar se um passageiro pode ser transportado, bem como por companhias aéreas e os agentes de viagens para pdoerm fornecer essas informações aos viajantes no momento da reserva. Isso é crítico para as companhias aéreas devido às multas aplicadas pelas autoridades de imigração sempre que um passageiro é transportado sem a documentação de viagem correta, bem como os custos da companhia aérea para devolver o passageiro embarcado incorretamente ao aeroporto de origem o passageiro partiu.
As informações contidas no Timatic incluem:
1. Requisitos e recomendações de passaporte
2. Requisitos de visto e recomendações
3. Requisitos e recomendações de saúde
4. Taxa aeroportuária a ser paga pelo viajante no aeroporto de partida ou chegada
5. Regulamentos alfandegários relativos à importação/exportação de mercadorias e animais de estimação pequenos por passageiro
6. Regulamentos cambiais relativos à importação e exportação por um passageiro

A Timatic foi fundada em 1963 e é administrada pela Associação Internacional de Transportes Aéreos (International Air Transport Association - IATA), com sede em Montreal. Mais de 500 milhões de viajantes têm seus requisitos de documentação verificados no banco de dados do Timatic todos os anos.
Ele está disponível de várias formas, incluindo:
1. Timatic – disponível através da rede SITA
2. TIM – livro impresso
3. TimaticWeb – baseado na web[1]
4. Timatic XML[1]
5. Portal da web ao consumidor, IATA Travel Centre[2]

A IATA anunciou o aplicativo Travel Pass como uma extensão do Timatic que pode gerenciar os resultados do teste COVID-19, comprovante de vacinação e regras de entrada nacional.